# Asplenium cruegeri
Asplenium cruegeri là một loài thực vật có mạch trong họ Aspleniaceae. Loài này được Hieron. miêu tả khoa học đầu tiên năm 1918.